# Sentinelle della Magia
Le Sentinelle della Magia sono un gruppo immaginario di eroi potenziati magicamente pubblicati dalla DC Comics. Comparvero per la prima volta in Day of Judgment n. 1 (novembre 1999), e furono creati da Geoff Johns e Matthew Dow Smith.

## Storia
La squadra rimase insieme dopo la prima comparsa, al fine di salvaguardare la realtà dalle minacce super naturali. Questo includeva il controllare costantemente l'unica arma che poteva fermare Lo Spettro, la Lancia del Destino.

### Shadowpact
Nella miniserie di Crisi infinita, Day of Vengeance, sei magici eroi della DC, che includevano Blue Devil,  Enchantress, e Ragman, unirono le forze contro Lo Spettro. Tuttavia, questo gruppo fu chiamato Shadowpact.

## Membri
I nomi in lista sono quelli utilizzati mentre i personaggi erano associati alle Sentinelle della Magia.
Prima Comparsa è il luogo in cui il personaggio comparve come membro del gruppo. Non è necessariamente la prima comparsa stampata del personaggio, né la storia descrisse il come il personaggio si unì alla squadra.
Tutte le informazioni sono elencate in ordine di pubblicazione e poi in ordine alfabetico.
| Personaggio              | Nome Vero                      | Prima Comparsa                        | Note                                                                                        |
| ------------------------ | ------------------------------ | ------------------------------------- | ------------------------------------------------------------------------------------------- |
| Deadman                  | Boston Brand                   | Day of Judgment n. 1 (novembre 1999)  | - Membro Fondatore.                                                                         |
| Doctor Occult            | Richard Occult / Rose Spiritus | Day of Judgment n. 1 (novembre 1999)  | - Membro Fondatore. - Ex membro della All-Star Squadron.                                    |
| Faust                    | Sebastian Faust                | Day of Judgment n. 1 (novembre 1999)  | - Membro Fondatore. - Ex membro degli Outsiders.                                            |
| Sentinella               | Alan Scott                     | Day of Judgment n. 1 (novembre 1999)  | - Membro Fondatore. - Membro Corrente della Justice Society of America.                     |
| Madame Xanadu            | Nimue Inwudu                   | Day of Judgment n. 1 (novembre 1999)  | - Membro Fondatore.                                                                         |
| Phantom Stranger         | N/A                            | Day of Judgment n. 1 (novembre 1999)  | - Membro Fondatore. - Ex membro della Justice League of America.                            |
| Ragman                   | Rory Regan                     | Day of Judgment n. 1 (novembre 1999)  | - Membro Fondatore. - Membro successivo dei Shadowpact.                                     |
| Raven                    | Rachel Roth                    | Day of Judgment n. 1 (novembre 1999)  | - Membro Fondatore. - Ex membro e successivo dei Teen Titans.                               |
| Zatanna                  | Zatanna Zatara                 | Day of Judgment n. 1 (novembre 1999)  | - Membro Fondatore. - Ex membro e successivo della Justice League of America.               |
| Enchantress / Soulsinger | June Moone                     | Day of Judgment n. 3 (novembre 1999)  | - Membro Fondatore della Suicide Squad - Membro successivo dei Shadowpact.                  |
| Blue Devil               | Daniel Cassidy                 | Day of Judgment n. 4 (novembre 1999)  | - Membro Fondatore della Justice League. - Membro successivo dei Shadowpact.                |
| Doctor Fate              | Hector Hall                    | Day of Judgment n. 5 (novembre 1999)  | - Membro Fondatore della Infinity, Inc. - Membro Corrente della Justice Society of America. |
| Bloodwynd                | Unknown                        | JLA: Black Baptism n. 1 (maggio 2001) | - Ex Membro della Justice League.                                                           |
| Tempest                  | Garth                          | JLA: Black Baptism n. 1 (maggio 2001) | - Ex membro dei Teen Titans.                                                                |